# Карасинська сільська рада (Маневицький район)
| Карасинська сільська рада — колишня адміністративно-територіальна одиниця та орган місцевого самоврядування у Маневицькому районі Волинської області з адміністративним центром у с. Карасин. Припинила існування 23 грудня 2016 року через об'єднання до складу Прилісненської сільської територіальної громади Волинської області. Історична дата утворення: в 1944 році. Водоймища на території, підпорядкованій даній раді: озера Тросне, Довге, Святе, Охнича. Сільській раді були підпорядковані населені пункти: - с. Карасин - с. Замостя |

## Склад ради
Рада складалася з 14 депутатів та голови.

### Керівний склад ради
| ПІБ                      | Основні відомості                                                               | Дата обрання | Дата звільнення |
| ------------------------ | ------------------------------------------------------------------------------- | ------------ | --------------- |
| Савчук Віктор Сергійович | Сільський голова, 1957 року народження, освіта, безпартійний                    | 26.03.2006   | 31.10.2010      |
| Савчук Віктор Сергійович | Сільський голова, 1957 року народження, освіта середня спеціальна, безпартійний | 31.10.2010   |                 |

Примітка: таблиця складена за даними джерела

## Населення
Згідно з переписом УРСР 1989 року чисельність наявного населення сільської ради становила 972 особи, з яких 446 чоловіків та 526 жінок.
За переписом населення України 2001 року в селі мешкало 929 осіб.

### Мова
Розподіл населення за рідною мовою за даними перепису 2001 року:
| Мова       | Відсоток |
| ---------- | -------- |
| українська | 99,79 %  |
| російська  | 0,21 %   |